# 花楼街
花楼街是湖北省武汉市江汉区的一条街道，又名后花楼正街，东北到江汉路步行街，西南到二盛村，长1.1公里，宽约6米。中间与民生路、民权路交汇。历史上，花楼街曾是相当繁盛的商业街，也是汉口保存时间最长的老街之一，在武汉三镇具有很高的知名度。《汉口竹枝词》中曾描述：
前花楼接后花楼，直出歆生大路头。车马如梭人似织，夜深歌吹未曾休。
花楼街原位于汉口镇市镇末端。第二次鸦片战争结束后，汉口辟为通商口岸，英国人在汉口镇市镇下游开辟了汉口英租界，不久，华界的2条平行街道白布街、黄陂街继续向东北方延伸，与租界相连，形成两条联系华界与英租界的交通要道，许多富商纷纷在两旁建起一幢幢雕梁画栋的楼房，于是将离长江较近的黄陂街下段称为前花楼正街（今并入黄陂街），而将距离长江较远的白布街下段称为后花楼正街（今花楼街），英租界工部局在进出租界的前后花楼街与歆生路（江汉路）口装置铁门，可以随意开关。不久，前后花楼街与歆生路都发展成武汉三镇最繁盛的商业街之一，茶馆、酒楼、商铺、银楼林立。
英国基督教伦敦会也在后花楼街上开设了花楼总堂和仁济医院（1928-1931年分别迁往云樵路和西满路）。
1940年代以前，后花楼正街上起民生路，下到江汉路。此后，后花楼正街与花布街（二盛村到民权路）、白布街（民权路到民生路）一起统称为花楼街。
1992年起，花楼街开始旧城改造，2005年时曾一度次拆迁32万平方米，2023年时交通路至民生路段作为汉口历史风貌区江汉区南部片区改造二期工程子项之一，行车道从原来的一股道拓宽为两股道，道路两旁增设了路灯和绿化。